# Герейские игры

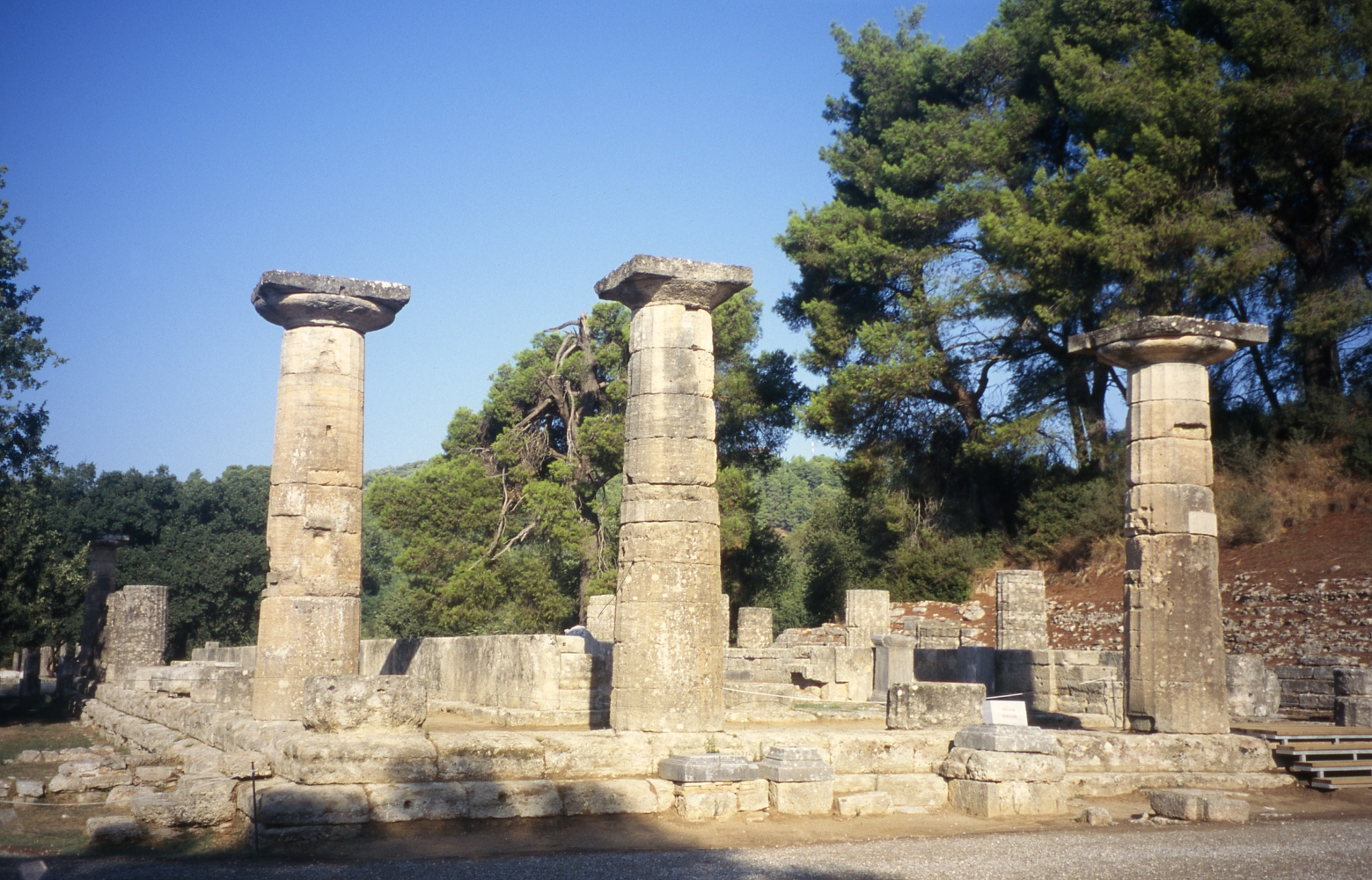
Руины храма Геры в Олимпии

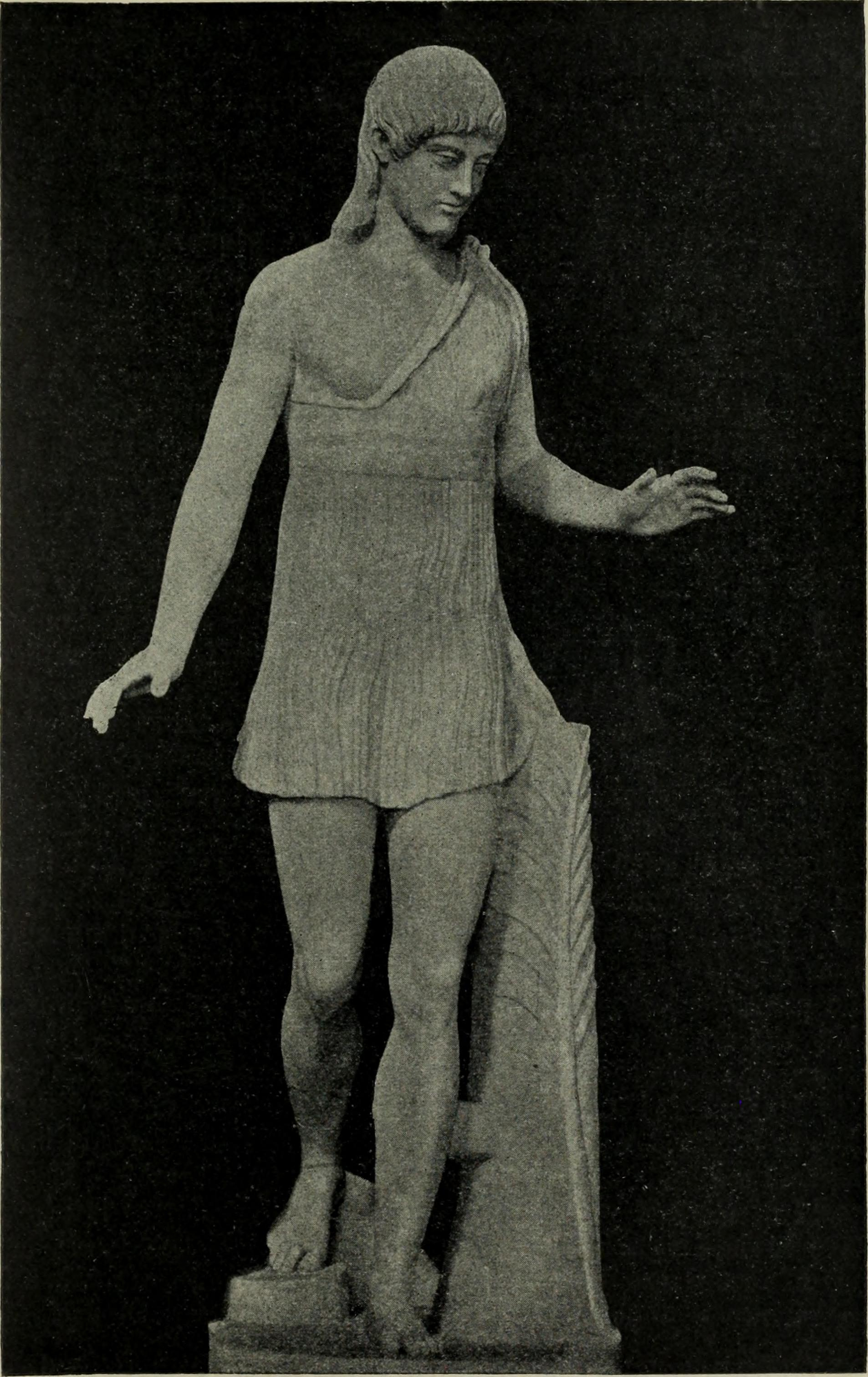
Участница Герейских игр. Предположительно, римская копия греческой статуи, ок. 460 г. до н.э.

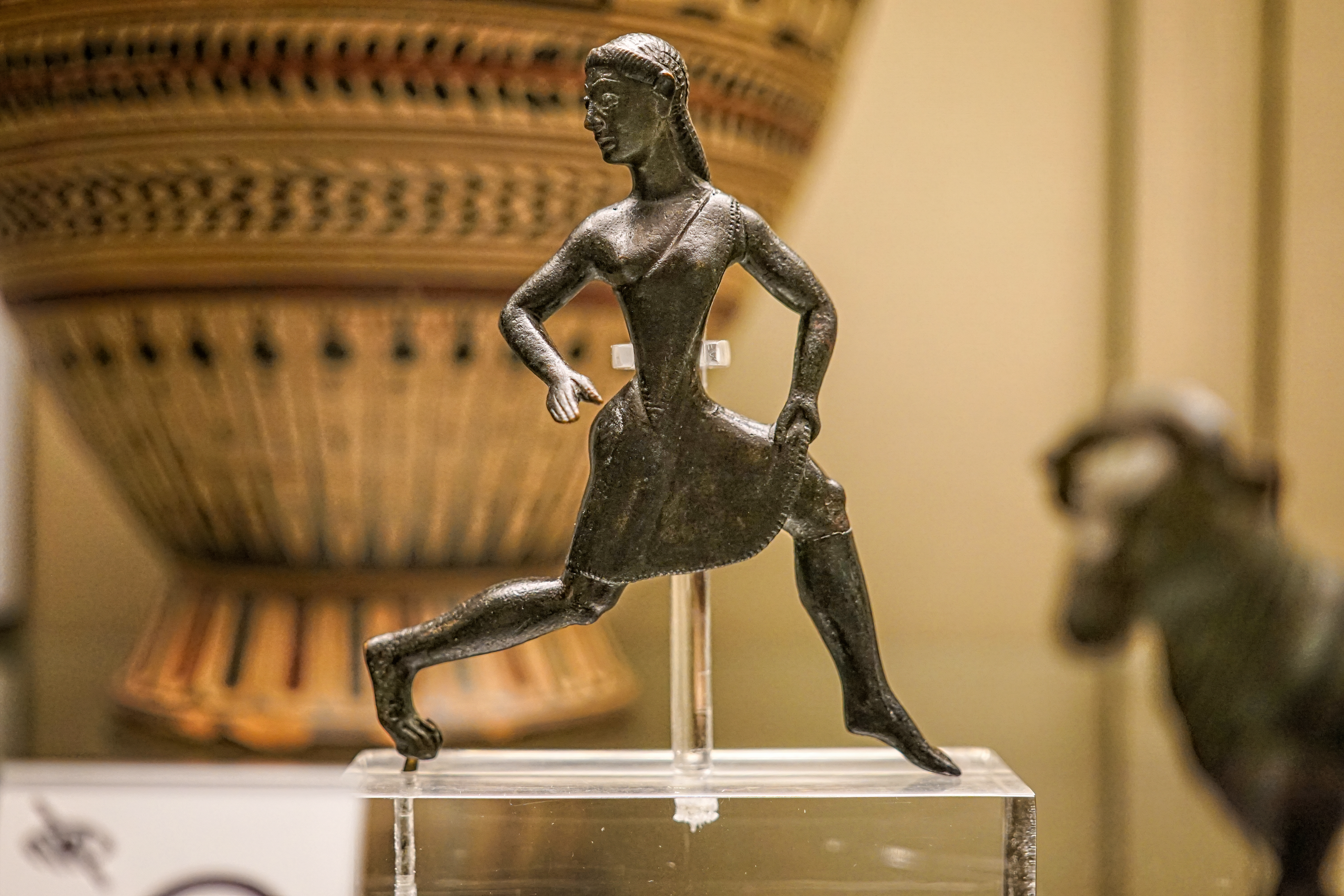
Участница Герейских игр. Предположительно, Лакония, ок. 560 г. до н. э.

Герейские игры или Герайи (др.-греч. Ηραία) — древнегреческие празднества во славу богини Геры и спортивные соревнования по бегу среди девушек. Игры проводились каждые 4 года в Олимпии, через месяц после античной Олимпиады.

## Происхождение
Большая часть сохранившейся информации дошла из «Описания Эллады» Павсания. Неизвестно, с каких пор проводился фестиваль, хотя Павсаний называл игры «старинными». Культ Геры в Олимпии восходит к X веку до н.э., хотя существуют ещё более ранние свидетельства о зарождении культа Зевса в Олимпии. Культ Геры однозначно существовал к 600 году до н.э., когда в Олимпии был возведён первый Храм Геры.
Неизвестно, были ли состязания в беге изначально частью фестиваля во славу Геры или стали ею позже. По одной из версий, упоминаемой Павсанием, игры организовали 16 жриц богини Геры, что произошло во время конфликта между Элидой и Писой, когда умер писанский тиран Дамофон (около 580 года до н.э.); историками не исключается вариант, что само содержание игр и празднеств могло быть изменено в эти годы. По другой версии, которая также упоминается у Павсания, Герейские игры учредила Гипподамия, дочь Эмолая, в благодарность богине за то, что та помогла ей устроить брак с Пелопом.

## Соревнования
Единственным состязанием на Герейских играх был бег на дистанцию 5/6 стадия, что соответствует около 160 м. В соревнованиях участвовали только незамужние молодые девушки. Участниц делили на три возрастные категории, хотя доподлинно неизвестно, каков был возраст участниц. Все девушки бежали с распущенными волосами и носили короткие хитоны (выше колена), но при этом у каждой были открыты правое плечо и правая грудь. Подобное одеяние напоминало экзомис, который носили рабочие и который ассоциировался с Гефестом. Победительницы награждались оливковым венком и частью туши коровы, которую приносили в жертву в храме Геры. В честь победивших девушек устанавливались статуи в храме Геры, а на статуях изображались имена победительниц (до наших дней не сохранилась ни одна подобная статуя). Также победительница становилась жрицей Геры в том городе, откуда была родом.
Герейскими играми руководили 16 женщин, которые провозили пеплос во славу Геры и устраивали пляски с песнями во славу Гипподамии и Фискои. У Павсания есть два объяснения о 16 женщинах: согласно версии о свадьбе Гипподамии с Пелопом, Гипподамия пригласила шестнадцать женщин участвовать в играх по случаю своей свадьбы; согласно версии о конфликте Элиды и Писы, жители Элиды для решения спора отобрали по одной женщине из каждого полиса для разрешения спора, и на этих же женщин была возложена ответственность за проведение игр.

## Значение
По одной из версий, Герейские игры были обрядами полового созревания или даже брачными ритуалами. Мэтью Диллон отрицал версию брачных ритуалов, ссылаясь на три возрастные категории участниц. Нэнси Серуинт предполагала, что речь шла в данном случае о мифологических свадьбах, а со свадьбами ассоциировались другие соревнования по бегу (например, гонка во славу Диониса в Спарте).